# DBS Panter
DBS Panter är en klass II-moped som tillverkades i slutet av 1960-talet och början av 1970-talet. Tillverkaren DBS är en känd norsk cykel- och mopedtillverkare. 

## Utföranden
Pantern kom i olika utföranden, såsom 
standard, 
Panter cross, 
Panter sport, och 
sportcross. 
Det som skilde utförandena åt var dekaler, lack, styre, lyftbåge, pakethållare och andra detaljer. Sportcross var en beställningsvara som tillverkades på begäran av återförsäljare och var även dyrare än de övriga.

## Motor
Pantern kom med Sachs-motor som var treväxlad och fartvindskyld. Motorn var på 47 kubikcentimeter och hade åtta millimeters förgasare. 

## Färger
Pantern tillverkades i färgerna gul, röd, olivgrön, jeansblå samt den svarta jubileumsmodellen. Den minst populära färgen var gul, varför gula Pantrar är sällsynta.

## Källhänvisningar
- http://www.veteranmopeder.com/dbs_mopeder.htm
- http://mo-ped.se/noreg/dbs_hist.htm